# Lijst van Nederlandse geografische namen in het Duits
In deze lijst staat de Duitse weergave van geografische namen in Nederland.
- Arnheim: Arnhem
- der Haag: Den Haag
- Herzogenbusch: 's-Hertogenbosch
- Issel: Oude IJssel
- Kirchrath: Kerkrade
  - andere plaatsen van de Duitse Hoek rond Kerkrade, waar ook het Hoogduits gebruikt werd, zijn:
  - Ehrenstein: Erenstein
  - Eygelshofen: Eygelshoven
  - Kaffenberg: Chevremont
  - Neuenhagen: Nieuwenhagen
  - Niesweiler: Nijswiller
  - Villen (Villenerbusch): Vijlen (Vijlenerbos)
  - Wahlweiler: Wahlwiller
  - Waubach: Ubach over Worms
  - Weiler: Wijlre
- Neuschanz: Bad Nieuweschans
- Nimwegen: Nijmegen
- Nordbrabant: Noord-Brabant
- Nordholland: Noord-Holland
- Rhein: Rijn
- Schwalm: Swalm
- Seeland: Zeeland
- Südholland: Zuid-Holland
- Vechte: Overijsselse Vecht
- Wurm: Worm